# Prunișor
Prunișor é uma comuna romena localizada no distrito de Mehedinți, na região de Oltênia. A comuna possui uma área de 122.93 km² e sua população era de 2278 habitantes segundo o censo de 2007.